# Delcevo
Delčevo (în macedoneană Делчево) este un oraș din Republica Macedonia.